# Crisi de la consciència europea
La Crisi de la consciència europea (La crise de la conscience européenne) és un llibre de Paul Hazard.
Paul Hazard va encunyar el terme crisi de la consciència europea per definir la crisi ideològica que detecta en l'ambient intel·lectual de la secularitzada Europa posterior a les guerres de religió. Pensadors com René Descartes, Baruch Spinoza, Gottfried Wilhelm Leibniz, John Locke o Isaac Newton comparteixen una època, que fins i tot es pot datar astronòmicament amb el Cometa de Halley de 1680, que va permetre a Pierre Bayle redactar la seva carta, per burlar-se de les supersticions i afirmar que el coneixement ha de ser constantment comprovat.
La crisi ideològica s'afegeix a la crisi general o crisi del segle XVII, encara que en aquest aspecte es precipita a finals de segle i queda a cavall dels segles XVII i xviii. El racionalisme i l'empirisme serien parells filosòfics oposats. Es superen definitivament dels lligams escolàstics, obrint el camí al mètode científic i a la il·lustració.
A Espanya, hi ha un moviment relacionat conegut com els novatores.